# Roteiro (Alagoas)
Roteiro est une municipalité brésilienne dans l'État de l'Alagoas.